# Kaipa
Kaipa (Ка́йпа) — шведская прогрессив-рок-группа, образованная в 1974 году. Особенностью группы являются её большие по длительности альбомы и уникальное клавишное звучание.

## История
В 1973 году клавишник Ганс Лундин, басист Томас Эрикссон (оба — бывшие участники группы S:T Michael Sect) и барабанщик Томас Шеберг основали проект Ura-Kaipa, в котором музыканты исполняли смесь поп-, рок-музыки, классики и шведского фолка (ведущая роль отводилась клавишным). Впоследствии оказалось, что у подобного формата исполнения мало возможностей для удовлетворения амбиций музыкантов. В группу был приглашен гитарист Ройне Столт. Вскоре также ударник Томас Шеберг был заменен на Ингемара Бергмана. Название коллектива сократилось до Kaipa.
Поиски лейбла привели группу к фирме Electra Records, которая согласилась выпустить их дебютный одноименный альбом.
Второй альбом Inget nytt under Solen (рус. «Ничего нового под солнцем») отличался от предыдущего сложностью аранжировок, хотя по-прежнему всё строилось на преобладании клавишных. Характерной чертой ранних альбомов было то, что все песни исполнялись на шведском языке.
К 1977 году группа стала достаточна популярна в родной Швеции, чтобы попробовать завоевать популярность и на мировой арене. Также группа находит вокалиста Матса Лофгрена. Томас Эрикссон был заменен Томасом Ледином. В таком составе Kaipa выпустила свой третий альбом — Solo. После традиционный гастролей группа делает творческий перерыв.
Через 2 года, в 1980 году выходит их четвертый альбом — Händer (рус. «Руки»), в 1982 — Nattdjurstid (рус. «Время ночных животных»). В новых работах стилистика группа претерпела серьёзные изменения: значительно упростились аранжировки, звук стал более резким и прямолинейным, наметилось движение к звуковой эстетике новой волны и пост-панка. Альбомы 1980-х годов остались незамеченными из-за спада популярности прогрессивного рока по всему миру. После выпуска альбома Nattdjurstid группа фактически прекратила деятельность.
Около 20 лет о Kaipa ничего не было слышно, но в 2000 году старые знакомые Ганс Лундин и Ройне Столт возродили команду. Несмотря на обилие материала, еще почти 2 года ушло на подбор музыкантов и репетиции. В 2002 году вышел альбом Notes from the Past (рус. «Записки из прошлого») обновлённой Kaipa. В альбоме группа сумела сохранить стилистику 70-х годов, придав ему более современное звучание. Важной особенностью стало то, что новые песни были на английском.
Сразу после выхода Notes from the Past музыканты начали готовить следующий альбом — Keyholder (рус. «Ключник»), вышедший в 2003 году. Keyholder звучал немного жестче предыдущего альбома, что, правда, не повлияло на его продажи.
В 2005 году выходит еще один альбом группы — Mindrevolutions (рус. «Революция ума»). В целом он также получил положительные отзывы 

## Kaipa da Capo
В 2014 году Ройне Столт вместе ещё с двумя участниками оригинального состава Kaipa барабанщиком Ингемаром Бергманом и бас-гитаристом Томасом Эрикксоном образовали группу Kaipa da Capo (рус. Kaipa с начала) с тем, чтобы исполнять новую музыку в духе ранних альбомов оригинальной Kaipa. Другими участниками проекта стали младший брат Ройне Столта Микаэль в качестве вокалиста и второго гитариста и клавишник Макс Лоренц. В таком составе «обновлённая» Kaipa совершила мировое турне, в котором исполнялся материал первых трёх альбомов. В 2016 году Kaipa da Capo выпустила первый студийный альбом Dårskapens monotoni (рус. Однообразие безрассудства) и осенью того же года отправилась в новый тур по Европе и Скандинавии.
В 2017 году вышел концертный альбом Live, записанный на концерте в Стокгольме в феврале того же года.

## Интересные факты
- 3 поздних альбома Kaipa — Notes From The Past, Keyholder, Mindrevolutions длятся более 79 минут.

## Состав
- Ганс Лундин (швед. Hans Lundin) — клавишные, вокал (1973–1982, с 2000)
- Пер Нильссон (швед. Per Nilsson) — гитара (с 2006)
- Йонас Рейнголд (швед. Jonas Reingold) — бас-гитара (с 2000)
- Морган Огрен (швед. Morgan Ågren) — ударные (с 2000)
- Алина Гибсон (швед. Aleena Gibson) — вокал (с 2000)
- Патрик Лундстрём (швед. Patrik Lundström) — вокал (с 2000)

### Бывшие участники
- Ройне Столт – гитары, вокал (1974–1979, 2000–2005)
- Ингмар Бергман – ударные, бэк-вокал (1974–1981)
- Томас Эрикксон – бас, бэк-вокал (1973–1977)
- Матс Линдберг – бас (1977–1980)
- Матс Лёфгрен – вокал (1977–1980) (ум. 2016)
- Макс Оман – гитары (1979–1982)
- Матс Линдберг мл. – бас (1981–1982)
- Пер Андерссон – ударные (1982)

## Дискография

### Kaipa

#### Студийные альбомы
- 1975 — Kaipa
- 1976 — Inget nytt under solen
- 1978 — Solo
- 1980 — Hander
- 1982 — Nattdjurstid
- 2002 — Notes from the Past
- 2003 — Keyholder
- 2005 — Mindrevolutions
- 2007 — Angling Feelings
- 2010 — In the Wake of Evolution
- 2012 — Vittjar
- 2014 — Sattyg
- 2017 — Children of the Sounds
- 2022 — Urskog

#### Концертные альбомы
- 1978 — Live (ранее не издававшаяся запись концерта в клубе Huset в Копенгагене 25 мая 1978 года. Выпущен в 2005 году в составе бокс-сета The Decca Years 1975–1978)

#### Сборники ибутлеги
- 1974 — 1974 Unedited Master Demo Recording (сборник ранее не издававшихся демо-записей. Выпущен в 2005 году в составе бокс-сета The Decca Years 1975–1978)
- 1993 — Stockholm Symphonie (японский бутлег, включающий записи радиопрограммы Tonkraft в 1974 и 1976 годах)[2]

### Kaipa da Capo
- 2016 — Dårskapens monotoni
- 2017 — Live